# Kézdiszék

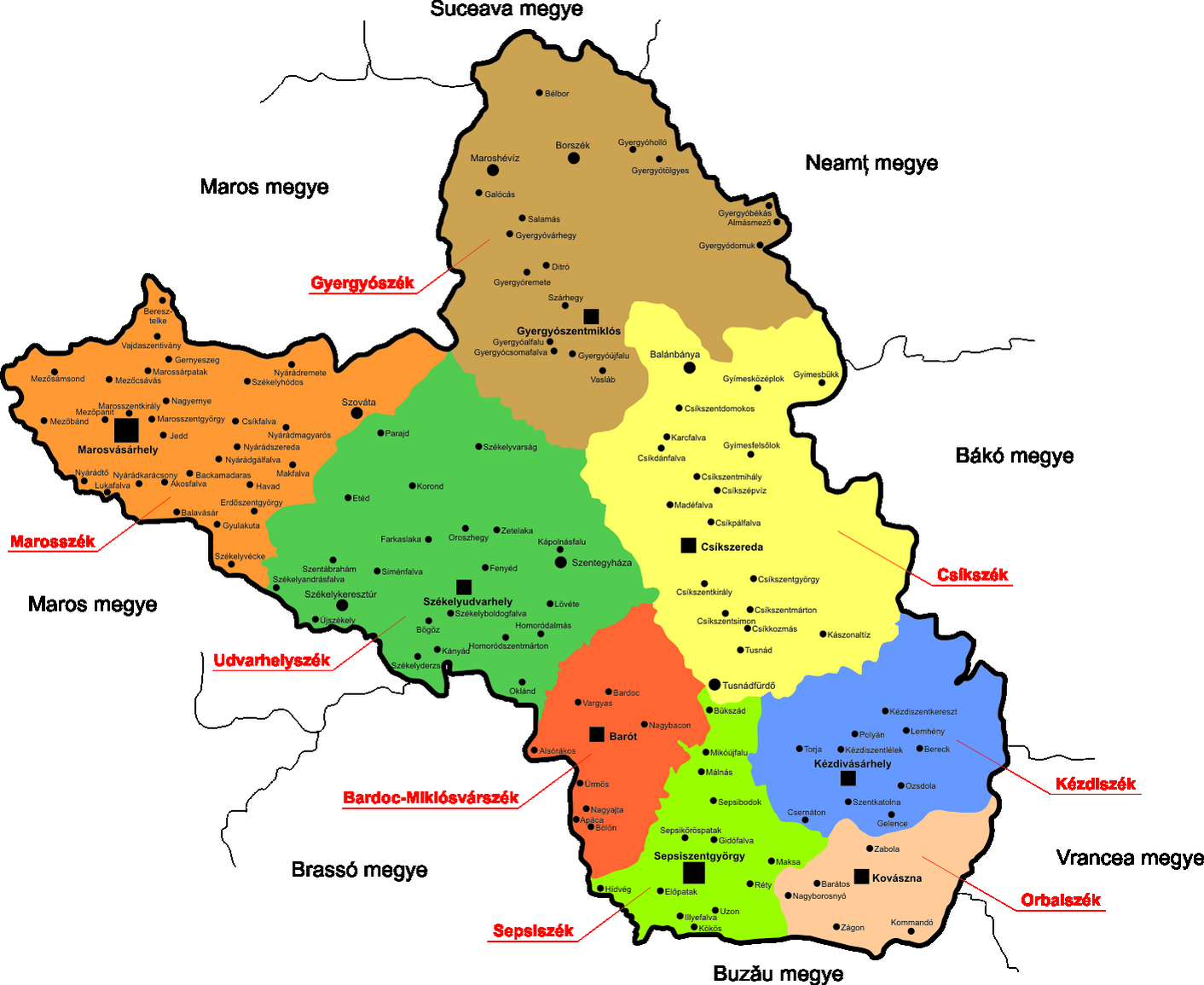
Kézdiszék (blauw) in het Szeklerland

De Kézdiszék is een historische etnisch Hongaarse regio in het Szeklerland in Roemenië. De centrumstad van de streek is Târgu Secuiesc (Hongaars: Kézdivásárhely). De streek was een autonoom gebied (een zogenaamde stoel) binnen Transsylvanië tot 1876. Daarna werd de autonomie opgeheven en maakte de streek deel uit van het comitaat Háromszék en vervolgens vanaf 1920 de Roemeense provincie Covasna. 

## Bevolking
De bevolking bedroeg in 2011 52.550 personen. Daarvan waren er 48.731 (92,73%) etnisch Hongaars, 2.549 (4,85%) etnisch Roemeens, 1.244 (2,37%) Roma en 26 (0,05%) andere nationaliteiten.
- Stadsbevolking 18.491 (35,28%)
- Dorpsbewoners 34.059 (64,72%)

- Mannen 25.871 (49,23%)
- Vrouwen 26.679 (50,77%)